# Campionato asiatico e oceaniano maschile di pallavolo 1987
Il IV campionato asiatico e oceaniano maschile di pallavolo si è svolto dal 15 al 25 ottobre 1987 a Kuwait City, in Kuwait. Al torneo hanno partecipato 17 squadre nazionali asiatiche ed oceaniane e la vittoria finale è andata per la terza volta, la seconda consecutiva, al Giappone.

## Gironi
Dopo la prima fase, la prima classificata di ogni girone ha acceduto alle semifinali il primo posto, la seconda classificata di ogni girone ha acceduto alle semifinali per il quinto posto, la terza classificata di ogni girone ha acceduto alle semifinali per il nono posto, la quarta classificata di ogni girone ha acceduto alle semifinali per il tredicesimo posto.
| Girone A                                   | Girone B                                  | Girone C                   | Girone D                                                       |
| ------------------------------------------ | ----------------------------------------- | -------------------------- | -------------------------------------------------------------- |
| Arabia Saudita Australia Giappone Pakistan | Bahrein Kuwait Paesi Bassi Yemen del Nord | Cina India Iran Thailandia | Corea del Sud Emirati Arabi Uniti Giordania Iraq Taipei cinese |

## Fase finale

### Finali 1º e 3º posto
|  | Semifinali    | Semifinali    | Semifinali |      |          | Finale 1º/2º posto | Finale 1º/2º posto | Finale 1º/2º posto |  |
|  |               |               |            |      |          |                    |                    |                    |  |
|  | Cina          | Cina          | 3          |      |          |                    |                    |                    |  |
|  | Cina          | Cina          | 3          |      |          |                    |                    |                    |  |
|  | Corea del Sud | Corea del Sud | 1          |      |          |                    |                    |                    |  |
|  | Corea del Sud | Corea del Sud | 1          |      | Giappone | Giappone           | 3                  |                    |  |
|  |               |               |            |      | Giappone | Giappone           | 3                  |                    |  |
|  |               |               | Cina       | Cina | 0        |                    |                    |                    |  |
|  | Giappone      | Giappone      | Cina       | Cina | 0        | 3                  |                    |                    |  |
|  | Giappone      | Giappone      |            |      |          | 3                  |                    |                    |  |
|  | Kuwait        | Kuwait        | 0          |      |          | Finale 3º/4º posto | Finale 3º/4º posto | Finale 3º/4º posto |  |
|  | Kuwait        | Kuwait        | 0          |      |          |                    |                    |                    |  |
|  |               |               |            |      |          |                    |                    |                    |  |
|  |               |               |            |      |          | Corea del Sud      | Corea del Sud      | 3                  |  |
|  |               |               |            |      |          | Corea del Sud      | Corea del Sud      | 3                  |  |
|  |               |               |            |      |          | Kuwait             | Kuwait             | ?                  |  |

### Finali 5º e 7º posto
|  | Semifinali    | Semifinali    | Semifinali    |               |       | Finale 5º/6º posto | Finale 5º/6º posto | Finale 5º/6º posto |  |
|  |               |               |               |               |       |                    |                    |                    |  |
|  | India         | India         | 3             |               |       |                    |                    |                    |  |
|  | India         | India         | 3             |               |       |                    |                    |                    |  |
|  | Pakistan      | Pakistan      | 0             |               |       |                    |                    |                    |  |
|  | Pakistan      | Pakistan      | 0             |               | India | India              | 3                  |                    |  |
|  |               |               |               |               | India | India              | 3                  |                    |  |
|  |               |               | Taipei cinese | Taipei cinese | ?     |                    |                    |                    |  |
|  | Taipei cinese | Taipei cinese | Taipei cinese | Taipei cinese | ?     | 3                  |                    |                    |  |
|  | Taipei cinese | Taipei cinese |               |               |       | 3                  |                    |                    |  |
|  | Bahrein       | Bahrein       | 0             |               |       | Finale 7º/8º posto | Finale 7º/8º posto | Finale 7º/8º posto |  |
|  | Bahrein       | Bahrein       | 0             |               |       |                    |                    |                    |  |
|  |               |               |               |               |       |                    |                    |                    |  |
|  |               |               |               |               |       | Pakistan           | Pakistan           | 3                  |  |
|  |               |               |               |               |       | Pakistan           | Pakistan           | 3                  |  |
|  |               |               |               |               |       | Bahrein            | Bahrein            | ?                  |  |

### Finali 9º e 11º posto
|  | Semifinali    | Semifinali    | Semifinali |      |      | Finale 9º/10º posto  | Finale 9º/10º posto  | Finale 9º/10º posto  |  |
|  |               |               |            |      |      |                      |                      |                      |  |
|  | Iraq          | Iraq          | 3          |      |      |                      |                      |                      |  |
|  | Iraq          | Iraq          | 3          |      |      |                      |                      |                      |  |
|  | Nuova Zelanda | Nuova Zelanda | 0          |      |      |                      |                      |                      |  |
|  | Nuova Zelanda | Nuova Zelanda | 0          |      | Iraq | Iraq                 | 3                    |                      |  |
|  |               |               |            |      | Iraq | Iraq                 | 3                    |                      |  |
|  |               |               | Iran       | Iran | 1    |                      |                      |                      |  |
|  | Iran          | Iran          | Iran       | Iran | 1    | 3                    |                      |                      |  |
|  | Iran          | Iran          |            |      |      | 3                    |                      |                      |  |
|  | Australia     | Australia     | 1          |      |      | Finale 11º/12º posto | Finale 11º/12º posto | Finale 11º/12º posto |  |
|  | Australia     | Australia     | 1          |      |      |                      |                      |                      |  |
|  |               |               |            |      |      |                      |                      |                      |  |
|  |               |               |            |      |      | Australia            | Australia            | 3                    |  |
|  |               |               |            |      |      | Australia            | Australia            | 3                    |  |
|  |               |               |            |      |      | Nuova Zelanda        | Nuova Zelanda        | ?                    |  |

### Finali 13º e 15º posto
|  | Semifinali          | Semifinali          | Semifinali |            |                | Finale 13º/14º posto | Finale 13º/14º posto | Finale 13º/14º posto |  |
|  |                     |                     |            |            |                |                      |                      |                      |  |
|  | Arabia Saudita      | Arabia Saudita      | 3          |            |                |                      |                      |                      |  |
|  | Arabia Saudita      | Arabia Saudita      | 3          |            |                |                      |                      |                      |  |
|  | Yemen del Nord      | Yemen del Nord      | 0          |            |                |                      |                      |                      |  |
|  | Yemen del Nord      | Yemen del Nord      | 0          |            | Arabia Saudita | Arabia Saudita       | 3                    |                      |  |
|  |                     |                     |            |            | Arabia Saudita | Arabia Saudita       | 3                    |                      |  |
|  |                     |                     | Thailandia | Thailandia | ?              |                      |                      |                      |  |
|  | Thailandia          | Thailandia          | Thailandia | Thailandia | ?              | 3                    |                      |                      |  |
|  | Thailandia          | Thailandia          |            |            |                | 3                    |                      |                      |  |
|  | Emirati Arabi Uniti | Emirati Arabi Uniti | 2          |            |                | Finale 15º/16º posto | Finale 15º/16º posto | Finale 15º/16º posto |  |
|  | Emirati Arabi Uniti | Emirati Arabi Uniti | 2          |            |                |                      |                      |                      |  |
|  |                     |                     |            |            |                |                      |                      |                      |  |
|  |                     |                     |            |            |                | Emirati Arabi Uniti  | Emirati Arabi Uniti  | 3                    |  |
|  |                     |                     |            |            |                | Emirati Arabi Uniti  | Emirati Arabi Uniti  | 3                    |  |
|  |                     |                     |            |            |                | Yemen del Nord       | Yemen del Nord       | ?                    |  |

## Classifica finale
| Classifica | Squadre             | Qualificazione              |
| ---------- | ------------------- | --------------------------- |
|            | Giappone            | Giochi della XXIV Olimpiade |
|            | Cina                |                             |
|            | Corea del Sud       |                             |
| 4          | Kuwait              |                             |
| 5          | India               |                             |
| 6          | Taipei cinese       |                             |
| 7          | Pakistan            |                             |
| 8          | Bahrein             |                             |
| 9          | Iraq                |                             |
| 10         | Iran                |                             |
| 11         | Australia           |                             |
| 12         | Nuova Zelanda       |                             |
| 13         | Arabia Saudita      |                             |
| 14         | Thailandia          |                             |
| 15         | Emirati Arabi Uniti |                             |
| 16         | Yemen del Nord      |                             |
| 17         | Giordania           |                             |